# Самофатов, Иван Николаевич
Иван Николаевич Самофатов (12 сентября 1931, Спас-Деменский район, Западная область — 28 июля 1985, Севастополь) — советский военный дирижёр, народный артист УССР (1978).

## Биография
Родился 12 сентября 1931 года в селе Хаустово (теперь Спас-Деменского района Калужской области). Член КПСС с 1956 года. В 1957 году окончил Институт военных дирижёров в Москве. Воспитанник школы Б. В. Боголепова. С 1963 года — музыкальный руководитель и дирижёр, с 1975 года и до смерти — начальник и художественный руководитель ансамбля песни и пляски Краснознаменного Черноморского флота.
Награждён орденом «За службу Родине в Вооруженных Силах СССР» 3 степени, медалями. Умер в Севастополе 28 июля 1985 года. Похоронен в Севастополе на городском кладбище «Кальфа».

## Творчество
Автор множества песен, в частности: «Я вернусь к тебе...», «Не шуми ты, Средиземное море», «Здравствуй, Севастополь», «Чайка», «Черноморских границ часовой».